# 岗堆镇
岗堆镇，是中华人民共和国西藏自治区山南市贡嘎县下辖的一个乡镇级行政单位。

## 行政区划
岗堆镇下辖以下地区：
岗堆村、吉纳村、乃萨村、普努村、多丁村、普雄村、森不日村、托嘎村和雪岗村。